# Kakapo
Kakapo (w jęz. maoryskim: kākāpō) (Strigops habroptila) – gatunek dużego, nielotnego ptaka z rodziny kakapowatych (Strigopidae). Rodzima i endemiczna papuga Nowej Zelandii. Jedyny nielotny, a zarazem najcięższy gatunek papugi na świecie.
W przeszłości ptak ów zamieszkiwał Wyspę Południową, Wyspę Północną i wyspę Stewart (wszystkie należące do Nowej Zelandii), lecz obecnie wszystkie ocalałe osobniki przeniesione zostały na kilka niewielkich wysp u wybrzeży Nowej Zelandii.
Kakapo posiada plamiste żółto-zielone upierzenie, szlarę wokół oczu, podobne do wibryss pióra, duży szary dziób, krótkie nogi, długie palce u stóp oraz stosunkowo krótkie skrzydła i ogon. Ze względu na specyficzną kombinację różnych cech fenotypowych i zajmowaną niszę ekologiczną jest gatunkiem wyraźnie odmiennym od pozostałych papug. Prowadzi nocny tryb życia, jest roślinożerna, posiada niski wskaźnik podstawowej przemiany materii. Charakterystyczny jest brak opieki nad potomstwem ze strony samca. Ponadto kakapo jest jedyną papugą mającą poligyniczny system rozmnażania, zwany lek. Przypuszczalnie jest także jednym z najdłużej żyjących ptaków. Budowa kakapo stanowi dobry przykład tendencji cechujących ewolucję ptaków zasiedlających wyspy oceaniczne, na których presja drapieżników jest słaba i obfitujących w pożywienie: wzrost efektywności termodynamicznej kosztem zdolności do latania, zredukowanie mięśni skrzydeł, redukcja grzebienia na mostku oraz ogólnie solidna budowa ciała.
Kakapo to gatunek krytycznie zagrożony wyginięciem. W marcu 2014 znanych było jedynie 125 żyjących osobników, z których większość ma nadane imiona. W sezonie 2014 doszło do pierwszego od 2011 roku złożenia jaj przez kakapo. Brak zagrożenia ze strony drapieżnych ssaków spowodował u kakapo zanik zdolności do lotu. Kolonizacja Polinezyjczyków i Europejczyków oraz wprowadzenie lub przywleczenie takich drapieżników jak szczury, koty oraz gronostaje, doprowadziły do przetrzebienia bądź eksterminacji większości kakapo. Działania ochronne zaczęto prowadzić już w latach 90. XIX w., ale nie przynosiły one prawie żadnych rezultatów, aż do czasu wdrożenia planu Kakapo Recovery Plan (z ang. Plan przywrócenia kakapo) w latach 80. XX w. Od kwietnia 2012 ocalałe osobniki kakapo trzymane są na wolnych od drapieżników wyspach: Codfish, Anchor Island i Little Barrier Island, gdzie są monitorowane. Celem Kakapo Recovery Plan było odtworzenie populacji kakapo na poziomie 150 dojrzałych płciowo samic. W sierpniu 2022 roku populacja wzrosła do 252 osobników.
Papuga kakapo, podobnie jak inne gatunki nowozelandzkich ptaków, była historycznie ważna dla Maorysów, rdzennej ludności Nowej Zelandii, co przejawia się jej obecnością w wielu tradycyjnych legendach i folklorze.

## Taksonomia i ewolucja

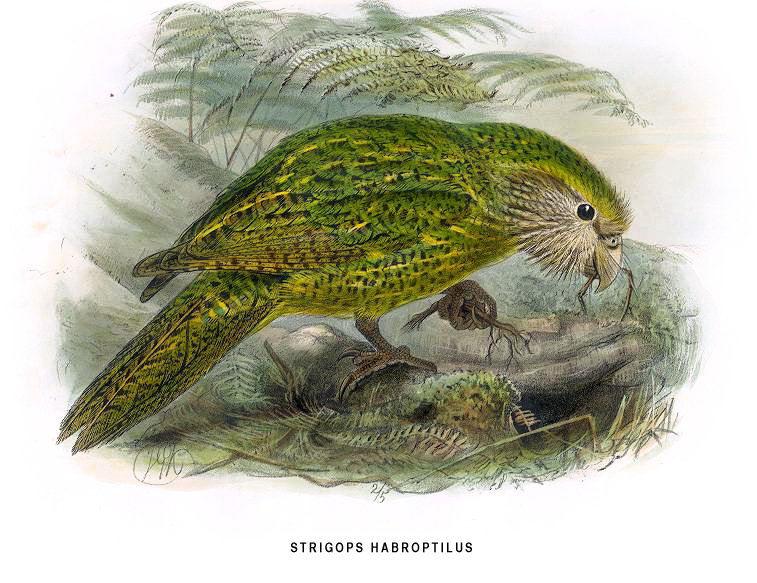
Ilustracja przedstawiająca kakapo z książki Waltera Bullera A History of the Birds of New Zealand, z 1873

Kakapo opisał naukowo w 1845 roku George Robert Gray w dziele The Genera of Birds, umieszczając tę papugę w osobnym rodzaju Strigops. Papuga ta posiada wiele niezwykłych cech, na podstawie których początkowo umieszczano ją w osobnym, stworzonym tylko dla niej, plemieniu Strigopini. Współczesne badania filogenetyczne potwierdziły odrębną pozycję tego rodzaju, jak również bliskie pokrewieństwo z nowozelandzkim rodzajem Nestor, do którego należą dwa gatunki papug: nestor kaka (Nestor meridionalis) i nestor kea (Nestor notabilis). Rodzaj Nestor wraz z kakapo tworzą razem osobną rodzinę, Strigopidae. Wewnątrz rodziny Strigopidae kakapo umiejscowiona jest we własnej podrodzinie – Strigopinae. Wspólny przodek kakapo i rodzaju Nestor został odizolowany od pozostałych gatunków papug, kiedy Nowa Zelandia oderwała się od Gondwany, około 82 milionów lat temu, przed ich radiacją adaptacyjną. Około 70 milionów lat temu rozeszły się też drogi ewolucyjne kakapo i rodzaju Nestor.
Dawniej ornitolodzy uważali, że papugi kakapo mogą być blisko spokrewnione z australijskimi papugami ziemnymi i papugami nocnymi (rodzaj Pezoporus) ze względu na podobne ubarwienie, lecz współczesne badania obalają tę tezę; kamuflażowe ubarwienie wydaje się być raczej adaptacją do środowiska lądowego, która rozwinęła się w obu tych przypadkach niezależnie.

### Etymologia nazwy
Nazwa kakapo jest uproszczoną formą słowa kākāpō, które wywodzi się z maoryskiego terminu kākā ("papuga") + pō ("noc"). Sam termin kākā pochodzi przypuszczalnie od maoryskiego kā – skrzeczeć. Polinezyjski termin kākā i jego warianty: kaakaa czy aa były ogólnymi, pacyficznymi określeniami papug. Na przykład rodzime nazwy kaka (kākā), wymarłej modrolotki czarnoczelnej (aa) z Tahiti, czy przedstawicieli nowozelandzkiego rodzaju Cyanoramphus, również pochodzą od niego.
Łacińska nazwa naukowa wywodzi się z greckiego: στριξ strix, στριγος strigos – „sowa” oraz ωψ ops, ωπος ōpos – „twarz, lico”; ἁβρος habros „miękki, delikatny” oraz πτιλον ptilon – „pióro”. Spotyka się również synonimy nazwy łacińskiej: Strigops habroptilus i rzadszy, wynikający z błędu literowego, Stringops habroptilus. Kakapo mają wyraźny dysk utworzony z koncentrycznie ułożonych piór wokół oczu, podobny do szlary u sów (niekiedy i przez niektórych naukowców także nazywany szlarą), stąd pierwsi europejscy osadnicy nazwali kakapo papugą sowią. W niektórych językach nazwy zwyczajowe oznaczają właśnie papugę sowią. Ze względu na poruszanie się głównie po ziemi, kakapo nazywana jest też papugą ziemną.

## Charakterystyka

### Morfologia

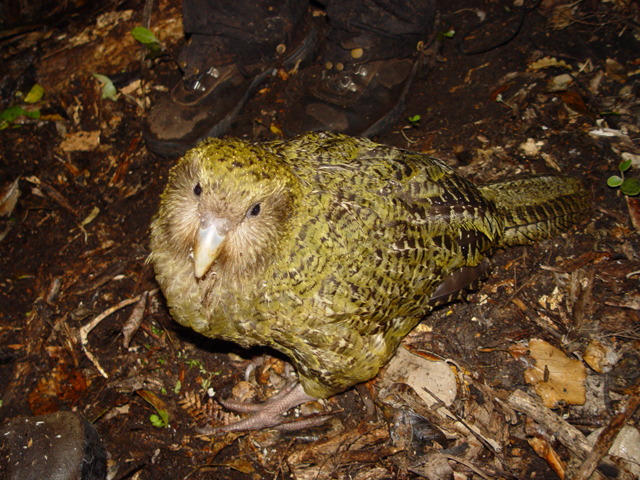
Roczna kakapo na Wyspie Codfish

Kakapo to duża, masywnie zbudowana papuga o zaokrąglonym kształcie ciała. Dorosłe samce mierzą do 60 cm długości i ważą od 2 do 4 kg. Skrzydło ma długość blisko 28 cm, ogon: 23 cm, dziób: 4,6 cm, skok: 4,5 cm. Papuga kakapo jest niezdolna do lotu, ma krótkie skrzydła w stosunku do długości ciała. Charakteryzuje ją brak wyraźnego grzebienia, niezbędnego do zapewnienia miejsca przyczepu dla mięśni odpowiadających za lot u ptaków latających. Używa skrzydeł do utrzymywania równowagi ciała, podparcia oraz do amortyzowania lądowania po skoku z drzewa. W przeciwieństwie do innych ptaków lądowych kakapo potrafią gromadzić duże zapasy tłuszczu dla zachowania energii, co czyni je najcięższymi ze wszystkich papug.

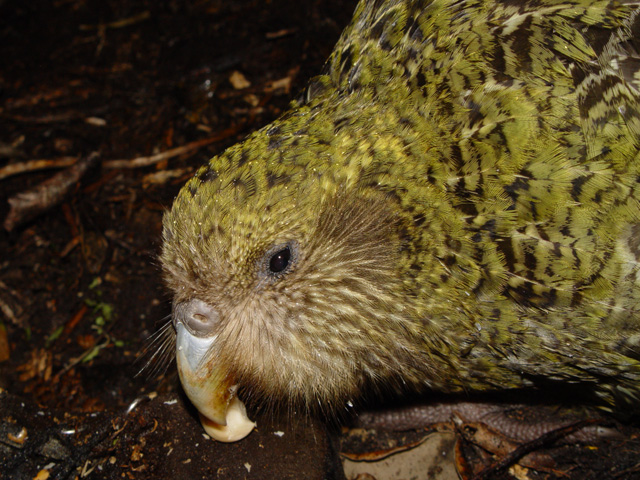
Wibryssy wokół dzioba

Górne partie ciała kakapo mają żółte, mszystozielono upierzone, kratkowane lub cętkowane na przemian z czarno- lub ciemnobrązowoszarym, dzięki czemu świetnie komponują się z kolorami naturalnej roślinności. Pojedyncze osobniki mogą różnić się znacznie rodzajem cętkowania oraz tonem i intensywnością koloru upierzenia. Niektóre z okazów kakapo zachowanych w muzeach mają zupełnie żółte ubarwienie. Pierś jest koloru żółtozielonego z żółtymi smugami. Brzuch, kark i policzki papugi są przeważnie żółtawe, z bladozielonymi smugami i delikatnymi brązowoszarymi cętkami. Ponieważ pióra kakapo nie muszą już przeciwstawiać się siłom aerodynamicznym podczas lotu, utraciły one swoją sztywność, są krótsze, bardziej zaokrąglone, mniej asymetryczne i mają mniej promyków dystalnych w chorągiewkach, które łączą pióra ze sobą. Od tych wyjątkowo delikatnych piór wywiedziono epitet nazwy gatunkowej kakapo: habroptilus. Pióra wokół oczu układają się koncentrycznie (patrz: Etymologia nazwy). Dziób otoczony jest delikatnymi piórami czuciowymi, pełniącymi podobną funkcję jak wibryssy. Żuchwa przeważnie koloru kości słoniowej, z częścią górną w kolorze niebieskawoszarym. Oczy ciemnobrązowe. Palce chropowate, długie. Ich zygodaktyliczny rozkład przypomina palce wszystkich papug (dwa palce są z przodu i dwa z tyłu). Palce kończą się mocnymi pazurami, których papuga używa do wspinania się na drzewa. Zakończenia piór ogona często są wytarte wskutek nieustannego wleczenia ich po ziemi.
Samice są łatwe do odróżnienia od samców dzięki kilku istotnym różnicom: mają smuklejszą i okrąglejszą głowę, węższy i proporcjonalnie dłuższy dziób, woskówki i nozdrza są u nich mniejsze, a nogi i stopy bardziej smukłe, koloru różowoszarego oraz ogon stosunkowo dłuższy. Kolor upierzenia samicy nie różni się znacząco od upierzenia samca, jednak ton jest bardziej subtelny, z mniejszą ilością żółtej barwy i z mniej wyraźnym cętkowaniem. Gniazdujące samice są także łatwo rozpoznawalne dzięki plamie lęgowej. W trakcie opieki nad potomstwem samice wydają się być głośniejsze i bardziej agresywne od samców. Dymorfizm płciowy przejawia się także w rozmiarach – samce są wyraźnie większe od samic. Wedle pomiarów Mertona i współpracowników samiec waży przeciętnie 2,06 kg, a samica – 1,28 kg.
Kakapo posiada dobrze rozwinięty zmysł węchu, co związane jest z jej nocnym trybem życia. Papugi te potrafią rozpoznać wiele zapachów podczas żerowania. Podobną umiejętność rozpoznano tylko u jednego innego gatunku papugi. Jedną z najbardziej niezwykłych cech kakapo jest jej silny zapach, opisywany często jako stęchły. Biorąc pod uwagę dobrze rozwinięty zmysł węchu kakapo przypuszcza się, że zapach ten może być chemosygnałem, odgrywającym ważną rolę w ptasiej społeczności. Intensywny zapach często przyciąga drapieżniki, wystawiając w dużej mierze bezbronnego ptaka na niebezpieczeństwo.

### Głos
Tak jak większość papug, kakapo posługuje się wieloma odgłosami: oprócz niskiego, charakterystycznego, tubalnego booms oraz czings, wydawanych w sezonie lęgowym, często oznajmia swe położenie innym ptakom odgłosem skraark.
Więcej informacji na temat charakterystycznych odgłosów samców wydawanych w sezonie lęgowym znajduje się w sekcji Rozmnażanie.

### Anatomia

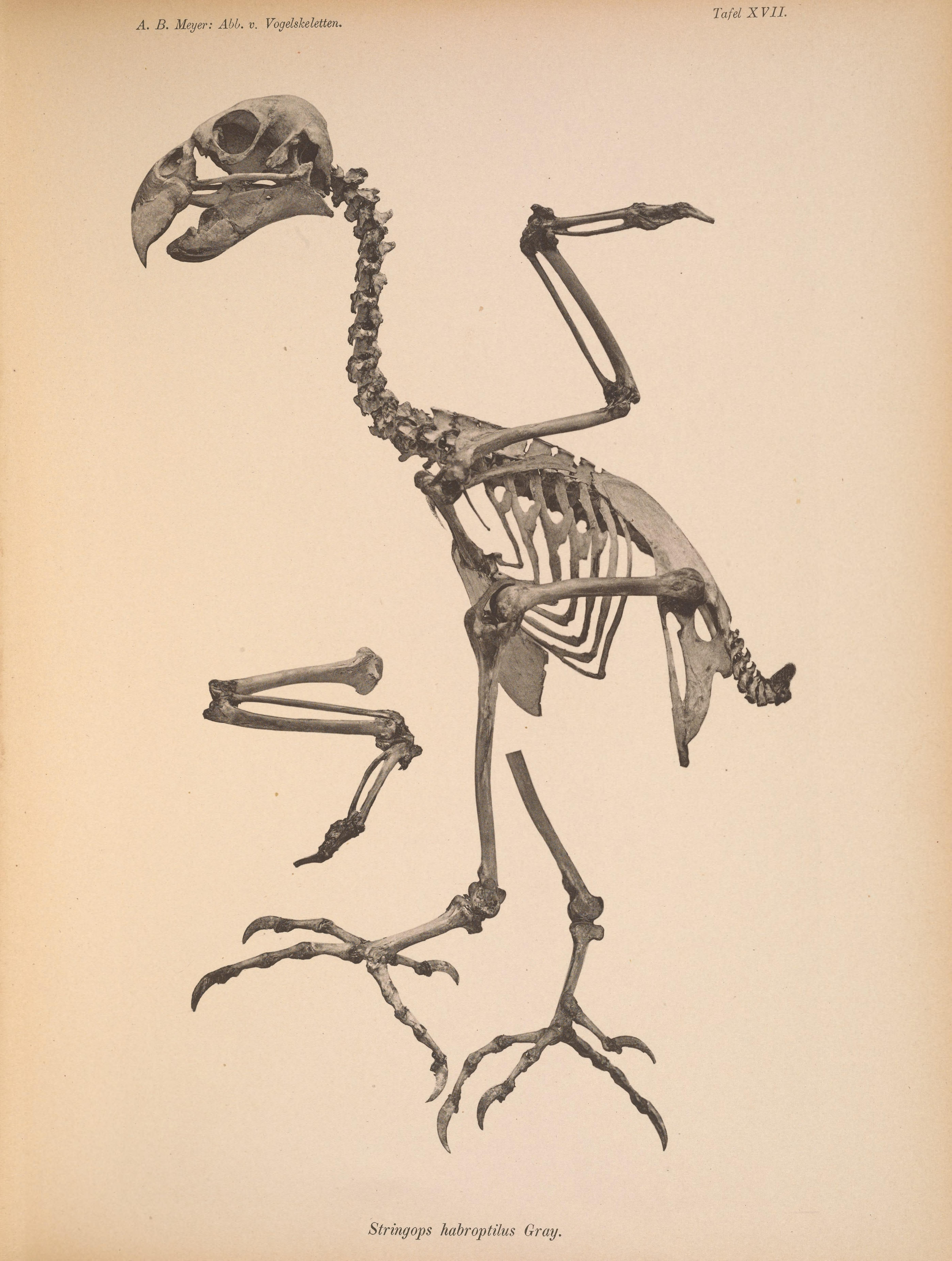
Ilustracja szkieletu kakapo autorstwa Adolfa Meyera

Szkielet kakapo różni się od szkieletu innych papug kilkoma cechami, związanymi z jej brakiem zdolności do latania. Po pierwsze, kakapo mają, w stosunku do wielkości ciała, najmniejsze skrzydła spośród wszystkich papug. Mostek jest mały i ma nisko osadzony szczątkowy grzebień oraz skróconą spina externa. Podobnie, jak u nielotów i niektórych latających papug, widełki (furcula) nie są połączone, lecz składają się z dwóch kości obojczykowych, pozostających w kontakcie z kośćmi kruczymi. Tak jak u innych nielotnych ptaków, kąt pomiędzy kością kruczą a mostkiem jest powiększony. Kakapo ma większą miednicę niż inne papugi. Kości proksymalne kończyny dolnej i skrzydła są nieproporcjonalnie długie, natomiast elementy dystalne – nieproporcjonalnie krótkie.
Mięśnie piersiowe kakapo także uległy modyfikacji w związku z utratą zdolności do lotu. Mięsień piersiowy (musculus pectoralis), odpowiadający za opuszczanie skrzydła i położony ponad nim mięsień nadkruczy (musculus supracoracoideus), odpowiedzialny za unoszenie skrzydła, zostały znacznie zredukowane.

### Genetyka
Populacja kakapo wykazuje bardzo niskie zróżnicowanie genetyczne, będące skutkiem dryfu genetycznego w populacji o bardzo małej liczebności (efekt wąskiego gardła – przez pewien czas populacja liczyła tylko 51 osobników), np. spośród analizowanych 91 loci mikrosatelitarnych u kakapo tylko 3 okazały się być polimorficzne, niektóre subpopulacje wykazują brak polimorfizmu analizowanych loci (tylko osobnik Richard Henry, pochodzący z Fiordland, okazał się przejawiać polimorfizm mikrosatelitarny, w odróżnieniu od monomorficznej subpopulacji ze Stewart Island). Niskie zróżnicowanie genetyczne uważane jest m.in. za przyczynę niskiego sukcesu rozrodczego (pomimo ciągłego monitoringu i opieki ze strony człowieka aż 59% jaj kakapo nie wykluwa się, podczas gdy u większości gatunków ptaków w warunkach naturalnych odsetek ten nie przekracza 10%). Ponieważ osobniki, które przeżyły, mało różnią się od siebie pod względem genetycznym i są w większości spokrewnione, kojarzenia pomiędzy nimi prowadzą do ujawniania letalnych recesywnych mutacji.

## Ekologia i zachowanie
Kakapo jest rodzimą i endemiczną papugą Nowej Zelandii. Wydaje się, że kakapo – jak wiele gatunków ptaków Nowej Zelandii – ewoluowały, zajmując niszę ekologiczną normalnie zajmowaną przez różne gatunki ssaków (jedyne rodzime ssaki Nowej Zelandii to trzy gatunki małych nietoperzy). Przed przybyciem człowieka kakapo była szeroko rozprzestrzeniona na trzech głównych wyspach Nowej Zelandii – Wyspie Północnej, Wyspie Południowej i Wyspie Stewart. Żyła w różnych środowiskach: nad wybrzeżami, w formacjach trawiastych (tussock, scrub), w lasach, także tych zdominowanych przez zastrzalinowate (m.in.: zastrzalin totara), Dacrydium cupressinum, Prumnopitys taxifolia, Dacrycarpus dacrydioides, bukany, Beilschmiedia tawa (Tawa) czy przez Metrosideros umbellata, w górach, także ponad piętrem lasów (do 700–1200 m n.p.m.). W regionie Fiordland obszary z lawinami i rumowiskami skalnymi z regenerującą się i bogatą w owoce roślinnością, jak np.: Pseudopanax arboreus, Aristotelia serrata, Rubus australis, tutu, Hebe i Coprosma stały się znane jako „ogrody kakapo”. Bardzo często występuje w ekotonach, dzięki czemu zapewnia sobie dostęp do różnego rodzaju pokarmu.
Papugi te są samotnikami, poza sezonem rozrodczym żyjącymi osobno. Wielkość terytoriów jest zmienna, zależna od wieku i wielkości osobnika, obfitości pokarmu, wynosi od 15 do 50 ha. Terytorializm wykazują obie płci.
Papugi te prowadzą głównie nocny tryb życia. W dzień odpoczywają w ukryciu na drzewach lub na ziemi, a poruszają się po swoim terytorium w nocy.
Chociaż kakapo nie potrafią latać, znakomicie się wspinają; potrafią wchodzić na korony najwyższych drzew. Wbrew popularnym mniemaniom kakapo nie potrafią szybować, choć wykorzystują skrzydła do spowalniania spadania podczas skoków z dużej wysokości i zmniejszenia kąta przyziemienia, dzięki czemu po skoku mogą przemieszczać się na odległość kilku metrów. Pomagają sobie też skrzydłami w utrzymywaniu równowagi podczas biegania i wspinania.
Utrata zdolności do latania wymusiła wykształcenie mocnych nóg. Ptak porusza się często rodzajem szybkiego truchtu, za pomocą którego może się przemieszczać na wiele kilometrów. Zaobserwowano samice odbywające każdej nocy podczas gniazdowania dwie wędrówki od swojego gniazda do źródła pożywienia, znajdującego się w promieniu do 1 km od gniazda. Samce podczas sezonu godowego (październik – styczeń) chodzą ze swojego terytorium na arenę godową, oddaloną nawet o 5 km.
Podobnie jak u nestorów, młode ptaki często uczestniczą w zespołowych zabawach, np. ucząc się walczyć często blokują szyję drugiego ptaka poniżej jego dzioba. Kakapo jest osobliwym gatunkiem znanym z interakcji z człowiekiem. Według pracowników sztabu zajmującego się ochroną gatunku i wolontariuszy zaangażowanych do pomocy niektórym osobnikom papug, kakapo posiadają wyraźne osobowości.

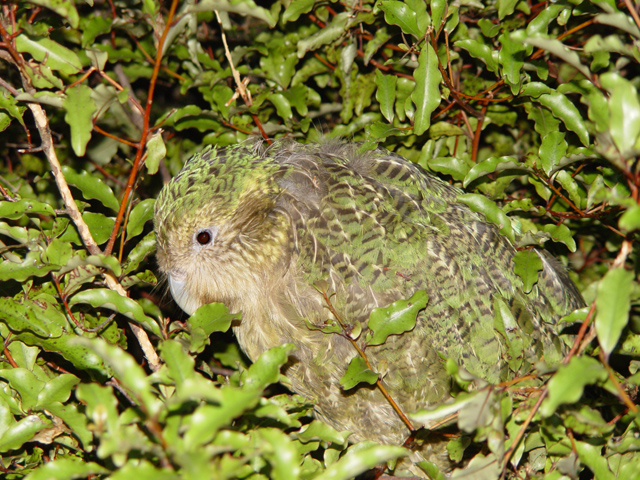
Kamuflażowe upierzenie kakapo na tle rodzimej roślinności

Papuga ta była pospolitym ptakiem w czasach, kiedy w Nowej Zelandii nie było jeszcze człowieka, dobrze przystosowanym do unikania ataków rodzimych ptaków drapieżnych, które były wówczas jej jedynymi wrogami. Jednak te umiejętności nie sprawdzały się w obliczu nowego zagrożenia, jakie stanowiły drapieżne ssaki przywiezione na wyspy przez człowieka, które polowały w zupełnie inny sposób. Jako łowcy ptaki zachowują się zupełnie inaczej niż ssaki, polegając na precyzji swojego wzroku w poszukiwaniu ofiary, dlatego zazwyczaj (z wyjątkiem sów) polują one w ciągu dnia. Pomijając dwa przetrwałe do czasów współczesnych nowozelandzkie ptaki drapieżne, sokoła nowozelandzkiego (Falco novaeseelandiae) i błotniaka moczarowego (Circus approximans), w czasach przedkolonizacyjnych w Nowej Zelandii występowały jeszcze: orzeł Haasta (Harpagornis moorei) oraz błotniak z gatunku Circus eylesi. Wszystkie cztery gatunki szybowały w poszukiwaniu ofiary w ciągu dnia i, aby ich uniknąć, przodkowie kakapo wykształcili maskujące upierzenie i przystosowały się do nocnego trybu życia. W sytuacji zagrożenia przez drapieżnika kakapo zastygają w bezruchu, dzięki kamuflażowi ich sylwetka staje się mało widoczna na tle roślinności i podłoża. Nie była to jednak zapewne strategia zapewniająca wystarczające zabezpieczenie przed atakiem polujących w nocy nowozelandzkich sowic białolicych (Sceloglaux albifacies, gatunek wymarły na początku XX w.), o czym świadczyć mogą liczne szczątki kakapo, upolowanych przez te sowice i zdeponowane w gnieździe na klifach wapiennych w regionie Canterbury.
Drapieżne ssaki, w przeciwieństwie do ptaków, podczas polowania polegają na swoim węchu i słuchu, i często polują w nocy. Ewolucyjne przystosowanie kakapo do unikania drapieżnych ptaków okazało się być mało skuteczne w obliczu ich nowego wroga – jest to jeden z powodów drastycznego zmniejszenia jej populacji, odkąd do Nowej Zelandii przybył człowiek i odkąd sprowadzono psy, koty i łasicowate (patrz: Ochrona – wpływ człowieka). Typową formą polowań na kakapo stosowaną przez człowieka było polowanie z wyszkolonymi psami myśliwskimi.

### Pożywienie

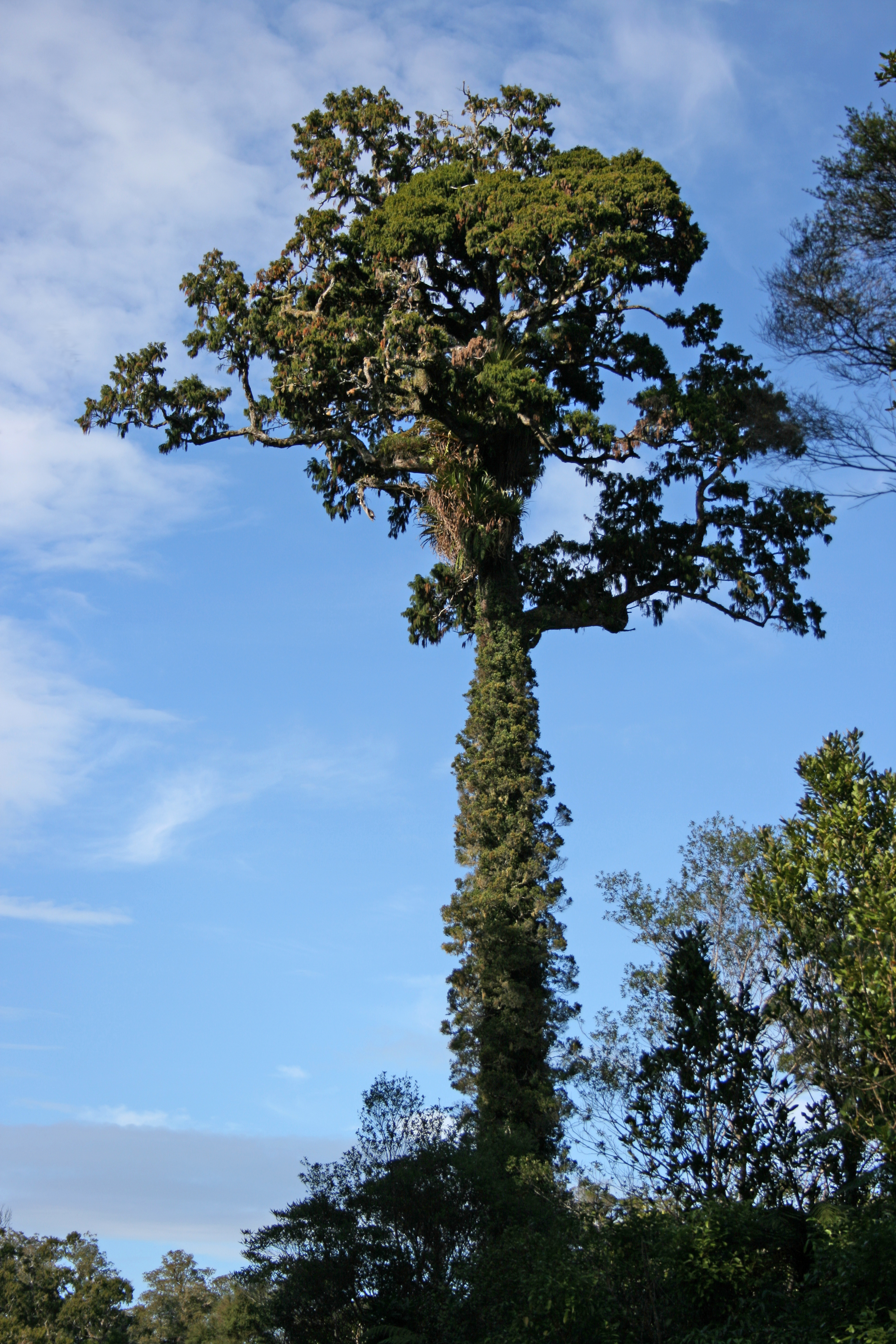
Nasiona obłuszyna z gatunku Dacrydium cupressinum należą do podstawowych pokarmów kakapo

Kakapo są roślinożercami, ich pokarm stanowią rodzime rośliny: liście, korzenie i bulwy, nasiona, owoce i pyłki kwiatowe, grzyby a nawet drewno bielaste drzew. Badania z 1984 roku zidentyfikowały 25 gatunków roślin jako pokarm kakapo. Szczególnie preferują owoce drzewa Dacrydium cupressinum i żywią się wyłącznie nimi podczas sezonów, kiedy występują one obficie. W poszukiwaniu pokarmu mogą wspinać się nawet na 20–30 metrowe drzewa. W znajdowaniu pokarmu posługują się węchem i włoskami czuciowymi w okolicy dzioba. Wzrok jest słabo rozwinięty, oczy zapewniają tylko w niewielkim stopniu stereoskopowe widzenie. Dziób kakapo jest doskonale przystosowany do wyciskania, rozgniatania i rozdrabniania pokarmu, dlatego mają one bardzo mały żołądek mięśniowy w porównaniu z innymi ptakami ich wielkości. Kakapo mają charakterystyczny zwyczaj chwytania liści stopami i obierania pożywnych części rośliny przy pomocy dzioba, pozostawiając kulę niestrawnych włókien. Takie małe kępy włókien roślinnych są charakterystycznym znakiem obecności kakapo. Preferują także delikatne części roślin z rodzajów Metrosideros, zastrzalin (Podocarpus), czy leptospermum sztywne (Leptospermum scoparium). Dieta kakapo zmienia się sezonowo. Do roślin i grzybów najczęściej jedzonych podczas roku zalicza się takie gatunki jak: Lycopodium ramulosum i Lycopodium fastigiatum z rodziny widłakowatych, Schizaea fistulosa z szparnicowatych, Blechnum minus i Blechnum procerum z podrzeniowatych, Dracophyllum longifolium z wrzosowatych, Olearia colensoi z astrowatych i Thelymitra venosa ze storczykowatych oraz Cyathodes juniperina z rodziny pieczarkowatych. Kakapo w poszukiwaniu kłączy i korzeni grzebie dziobem w ziemi, zostawiając charakterystyczne dołki wielkości pięści, wyrywając przy okazji przeszkadzające rośliny runa – niektóre płaty siedlisk mogą być w ten sposób zdewastowane na obszarze od 10x10 m do 50x100 m. Uważa się, że kakapo mają w układzie pokarmowym bakterie prowadzące fermentację i wspomagające trawienie substancji roślinnych.

### Rozmnażanie

#### Zaloty
Kakapo są jedynymi nielotnymi ptakami posiadającymi system rozmnażania typu lek. Polega on na tym, że samce zbierają się w niedużych grupach na arenie i rywalizują między sobą, by przyciągnąć samice. Samice nasłuchują rywalizacji samców. Wybierają partnera w oparciu o jakość jego pokazu. Nie są naciskane przez samców w żaden jawny sposób. Nie tworzy się żadna więź między partnerami – samce i samice spotykają się tylko na czas kopulacji.
W czasie okresu godowego (październik-kwiecień, tokowanie od stycznia do marca) samce opuszczają swoje terytorium i udają się na szczyty i zbocza pobliskich wzgórz, gdzie ustalają swoje własne areny godowe. Areny te mogą powstawać w odległości do 7 km od normalnego terytorium samca i mieć średnio 50 m w obrębie strefy, w której odbywają się gody. Samce pozostają w rejonie swojego placu przez cały okres godowy. Na początku sezonu lęgowego samce walczą o zabezpieczenie najlepszego placu. Konfrontują się ze sobą z nastroszonymi piórami, rozłożonymi skrzydłami, otwartymi dziobami i rozłożonymi pazurami, głośno skrzecząc i warcząc. Walka może zakończyć się obrażeniami lub nawet śmiercią ptaka.
Każdy plac składa się z jednego lub więcej lejowatych zagłębień (ang.: bowls) wykopanych w ziemi przez samca, dochodzących do 10 cm głębokości i dostatecznie długich, by pomieścić półmetrowej długości ptaka. Kakapo jest jednym z nielicznych ptaków na świecie, które budują areny godowe. Zagłębienia często powstają w pobliżu skał, nasypów lub pni drzew by wzmocnić odbijanie dźwięków – zagłębienia te pełnią funkcję wzmacniaczy zwiększających siłę odgłosów godowych samców. Zagłębienia każdego samca są połączone siecią szlaków lub ścieżek, które mogą rozciągać się do 50 m wzdłuż grzbietu lub do 20 m średnicy wokół wierzchołka wzgórza. Samce skrupulatnie czyszczą swoje zagłębienia i ścieżki z nieczystości. Jednym ze sposobów sprawdzenia, czy zagłębienia są odwiedzane w nocy, jest umieszczenie kilku gałązek w zagłębieniu – jeśli samiec odwiedził je w nocy, podniósł je dziobem i wyrzucił poza zagłębienie.
By przyciągnąć samice, samce emitują ze swoich zagłębień głośne dźwięki o niskiej częstotliwości (poniżej 100 Hz), tzw. dudnienia (ang.: booming), poprzez nadymanie piersiowych worków powietrznych. Rozpoczynają niskimi chrząknięciami, które wzmagają wraz z nadęciem worka. Po sekwencji około 20 głośnych dudnięć samiec emituje metaliczny odgłos ching o wysokiej częstotliwości. Zatrzymuje się na krótką chwilę przed kolejnym opuszczeniem głowy, nadymając pierś i rozpoczynając kolejną serię dudnięć. Dudnięcia w nocy mogą być słyszane co najmniej z odległości jednego kilometra, a wiatr może ponieść ten dźwięk na przynajmniej 5 kilometrów. Samce dudnią tak w nocy średnio przez osiem godzin. W tym czasie każdy samiec może wydawać tysiące takich dudnięć. Może to trwać przez trzy–cztery miesiące każdej nocy, a samiec podczas tego okresu może stracić połowę masy swojego ciała. Każdy samiec porusza się dookoła zagłębień w swojej arenie godowej, dlatego dudnięcia są wysyłane w różnych kierunkach. Dudnięcia rywalizujących samców przyciągają samice (oraz polujące na kakapo drapieżniki). Samice także muszą przejść kilka kilometrów ze swojego terytorium na teren godów. Kiedy samica wchodzi na arenę jednego z samców, wykonuje on pokaz, podczas którego kołysze się z jednej strony na drugą i trzaska hałaśliwie swoim dziobem. Obraca się tyłem do samicy, rozkłada pokazowo skrzydła i idąc tyłem zbliża się do niej. Czas trwania próby kopulacji wynosi od 2 do 14 minut. Samica zazwyczaj kopuluje tylko raz w danym sezonie rozrodczym, aczkolwiek zdarza się, że uczestniczy w trzech kryciach, z udziałem tego samego bądź różnych samców. Płeć męska nie kończy toków po pierwszej kopulacji. Co typowe dla gatunku o tym typie rozrodu, udział samców w płodzeniu potomstwa jest bardzo nierównomierny. W badaniach Easona i współpracowników tylko 5 samców z 33 tokujących dokonało ponad połowy wszystkich kopulacji (55,7%). Rekordzista, nazwany Feliksem, odbył 29,5% wszystkich kopulacji. Został w ten sposób ojcem 28% potomstwa, które przyszło na świat w jego populacji w latach 1991–2002. Nie wykazano, by samce osiągające większy sukces rozrodczy były cięższe od reszty.

#### Jaja
Składanie jaj odbywa się od początku stycznia do końca marca. Samice zajmują miejsce gniazdowania od 1 do 9 dni po swej ostatniej kopulacji. Samice kakapo składają 1-2 jaja (rzadko 3-4) wieczorem, z dużymi odstępami czasu pomiędzy poszczególnymi jajami. Jaja mają owalny kształt, gładką, lekko granulowaną powierzchnię i białawy kolor. Średnia masa jaj wynosi 40,5±0,3 g, długość: 50,7±0,2 mm, szerokość: 38,3±0,1 mm. W porównaniu do innych papug stosunek masy ich jaj do masy ciała samicy (3,2%) jest około 1,5 raza niższy.

#### Gniazda
Gniazda kakapo budowane są w naturalnych zagłębieniach i jamach w ziemi, ukryte pośród roślin lub w wydrążeniach, takich jak wykrot, dziura lub dziupla w powalonym pniu drzewa, jaskinia. Zagłębienie to ma zwykle średnicę od 0,4 do 2 metrów i wysokość od 0,35 do 1 m. Gniazdo ma kształt miskowatego zagłębienia o średnicy 250–300 mm, wysokości ok. 100 mm i głębokości centralnego zagłębienia ok. 20–50 mm. Gniazdo buduje samica, wykorzystując patyki, kawałki drewna i próchna, ziemię, torf, fragmenty roślin. Twardsze elementy są przez samicę rozdrabniane i przeżuwane, tak by uformować miękką wyściółkę. Podczas wysiadywania wyściółka gniazda jest przegrzebywana i poprawiana, a jaja przetaczane i obracane. Gniazdo zwykle znajduje się niedaleko od miejsc żerowania samicy.

#### Wysiadywanie
Podczas wysiadywania samice zmuszone są do opuszczania gniazda każdej nocy w poszukiwaniu pożywienia. Przed złożeniem wszystkich jaj opuszczają swe gniazdo na czas do 3 godzin, do czasu wylęgnięcia się pierwszego pisklęcia zostawiają jaja na czas do półtorej godziny. Jaja są wtedy narażone na drapieżniki żerujące w okolicy, a zarodki znajdujące się w środku mogą także zamarznąć podczas nieobecności matki. Jaja wysiadywane są przez 30 dni, pisklęta wykluwają się zwykle w lutym-kwietniu. Samica nie usuwa resztek skorupek jaj z gniazda.

#### Pisklęta
Gniazdowniki – pisklęta po wykluciu się są ślepe, bezradne, pokrywają je puszyste, szare pióra okrywowe. Pisklęta przybywają w gnieździe śpiąc na brzuchach, z rozpostartymi skrzydłami i nogami. Po wykluciu z jaj samica karmi młode przez trzy miesiące, a pisklęta pozostają z matką około miesiąc po opierzeniu. Matka opuszcza gniazdo z młodymi każdej nocy by żerować, na około 260 minut, w miarę jak młode dorastają ten czas się wydłuża. Starsze pisklęta są karmione dwa razy w ciągu nocy, wizyty matki z pokarmem w gnieździe trwają 10–40 minut, w ciągu dnia matka zazwyczaj cały czas przebywa z pisklętami. Młode pisklęta są tak samo narażone na ataki drapieżników, jak jaja, a młode są zabijane także przez te drapieżniki, które atakują dorosłe osobniki. Pisklęta opuszczają gniazdo około 10–12 tygodnia życia. W miarę, jak stają się niezależne, matki mogą je karmić sporadycznie do osiągnięcia przez nich 6 miesiąca życia. Ze 166 jaj, które były monitorowane w latach 1981–2005, 66 (39,7%) było nieżywotne, wykluło się 68 (40,9%), 47 (28,3%) rozwinęło się w osobniki dojrzałe płciowo. Niski sukces lęgowy tego ptaka przypisywany jest bardzo małemu zróżnicowaniu genetycznemu w populacjach kakapo.

#### Historie życia
Ponieważ kakapo są dość długowieczne, ze średnią długością życia 95 lat, a maksymalną do ok. 120 lat, przejawiają tendencję do późnego osiągania dojrzałości płciowej. Samce nie zaczynają dudnienia przed około 5 rokiem życia.
Sądzono, że samice osiągają dojrzałość płciową w wieku 9 lat, ale teza ta została obalona w sezonie lęgowym 2008, kiedy dwie 6-letnie samice nazwane Apirama i Rakiura złożyły jaja. Zasadniczo jednak samice nie szukają samców przed osiągnięciem 9–11 roku życia. Kakapo nie rozmnażają się każdego roku i mają jeden z najniższych wskaźników reprodukcji wśród ptaków. Lęgi występują tylko w tych latach, kiedy drzewa obficie owocują, zapewniając bogate zaopatrzenie w pożywienie. Obfite owocowanie podstawowego źródła pokarmu kakapo – drzewa z gatunku Dacrydium cupressinum – występuje tylko co 3–5 lat, tak więc w lasach z ich przewagą, takich jak te na Wyspie Codfish, kakapo rozmnażają się nieregularnie.
Innym ciekawym aspektem systemu rozrodczego kakapo jest fakt, że proporcje płci wśród potomstwa zależą od kondycji i masy ciała ich matki. Dobrze odżywiona, duża samica kakapo, która spożywa pokarmy bogate w białko, wydaje na świat więcej męskich potomków (proporcje płci wśród piskląt w dobrze odżywionej i dokarmianej populacji – 45 samców:38 samic, a nawet 70:30). W sezonach, w których pokarmu brakuje i kondycja samic jest gorsza, proporcja płci w potomstwie jest wyrównana (50:50). Samice przejawiają więc tendencję do produkcji potomstwa obu płci w równych proporcjach, kiedy rywalizacja o zasoby (takie jak pokarm) jest wysoka, oraz tendencję do zwiększania udziału samców w swoim potomstwie, kiedy pożywienia jest pod dostatkiem. Zjawisko to jest interpretowane w oparciu o hipotezę Triversa-Willarda i wynika ze specyficznego, poligynicznego systemu reprodukcji kakapo: dostosowanie samca kakapo zależy od jego wielkości – większe samce mają większą szansę na zajęcie najlepszych terytoriów godowych, a tym samym na zapłodnienie większej liczby samic (dlatego samce kakapo są o 30–40% cięższe niż samice), a samicy w sytuacji, gdy pożywienia jest mało i ona sama jest słabo odżywiona, nie opłaca się mieć zbyt dużo synów wśród swego potomstwa, gdyż będą oni również słabo ożywieni, słabsi, a w związku z tym ich szanse na zwycięstwo w rywalizacji podczas leku będą znikome (stąd równe proporcje płci). Natomiast podczas sezonu obfitego w pożywienie samicy bardziej opłaca się mieć synów niż córki, dlatego że dzięki dostatkowi pożywienia urosną oni więksi i silniejsi, w rezultacie będą w stanie pokonać konkurentów podczas godów i pokryć więcej samic.
Fakt ten ma duże znaczenie dla programu ochrony tych ptaków – obfite dokarmianie kakapo poprawiło kondycję i przeżywalność papug, ale spowodowało, że rodziło się coraz mniej samic, zgodnie z powyższym scenariuszem. Efektywna wielkość populacji malała i przed kakapo, mimo że były dobrze odżywiane, zarysowało się niebezpieczeństwo załamania populacji i wymarcia. Zrozumienie tego, że dążenie do maksymalizacji indywidualnego sukcesu reprodukcyjnego samic przez „manipulację” w proporcji płci u potomstwa może zagrozić przyszłości tego gatunku, spowodowało podjęcie odpowiednich korekt w systemie ochrony i dokarmiania ptaków: postanowiono zaprzestać dokarmiania ad libitum samic największych (powyżej 1,5 kg masy ciała) – wydzielano im odtąd tylko minimalne racje, dzięki temu udało się utrzymać wszystkie samice w umiarkowanie dobrej kondycji, umożliwiającej przystąpienie do rozrodu, ale zarazem zapobieżono przekraczaniu przez samice granicznej masy ciała (1,98 kg), po osiągnięciu której dochodzi do nadprodukcji synów. W konsekwencji większość samic przystępowała do rozrodu, a proporcje płci w potomstwie uległy zrównoważeniu.

## Ochrona
Zapisy kopalne wskazują, że w czasach przedpolinezyjskich kakapo był trzecim najbardziej pospolitym ptakiem Nowej Zelandii, szeroko rozprzestrzenionym na wszystkich trzech głównych wyspach. Jednakże liczebność populacji kakapo w Nowej Zelandii spadła wyraźnie, od kiedy człowiek zasiedlił te tereny. W celu ochrony gatunku przed wymarciem od 1894 roku podejmowane są działania ochronne. Najbardziej pomyślnym projektem okazał się Kakapo Recovery Plan (ang.: „Plan przywrócenia kakapo”), który został rozpoczęty w 1989 i trwa nadal.

### Wpływ człowieka
Pierwszym czynnikiem mającym wpływ na zmniejszenie liczebności kakapo było przybycie na Nową Zelandię człowieka. Według folkloru Maorysów kakapo występowała w całym kraju, kiedy Polinezyjczycy po raz pierwszy pojawili się w Nowej Zelandii 700 lat temu. Zdeponowane szczątki subfosylne i odpady kuchenne świadczą o tym, że kakapo były obecne na Wyspie Północnej, Wyspie Południowej i Wyspie Stewart zarówno przed, jak i w czasach pierwszych Maorysów. Polinezyjscy przodkowie Maorysów polowali na kakapo dla mięsa, skór i piór, których używali do wyrobu luksusowych peleryn. Ususzone głowy kakapo nosili jako ozdoby uszu. Papugi te, w związku z brakiem zdolności do lotu, silnym zapachem i zwyczajem zastygania w bezruchu w obliczu zagrożenia, były łatwym łupem dla Maorysów i ich psów. Jaja i pisklęta kakapo były także zjadane przez szczury polinezyjskie, które Maorysi zawlekli do Nowej Zelandii. Ponadto celowy wyrąb roślinności przez Maorysów zmniejszył zasięg potencjalnego środowiska naturalnego kakapo. Chociaż kakapo zostały wytępione w wielu częściach wysp jeszcze przed przybyciem Europejczyków, wliczając pasma górskie: Tararua Range i Aorangi Range, były wciąż obecne w centralnej części Wyspy Północnej i zalesionych partiach Wyspy Południowej.

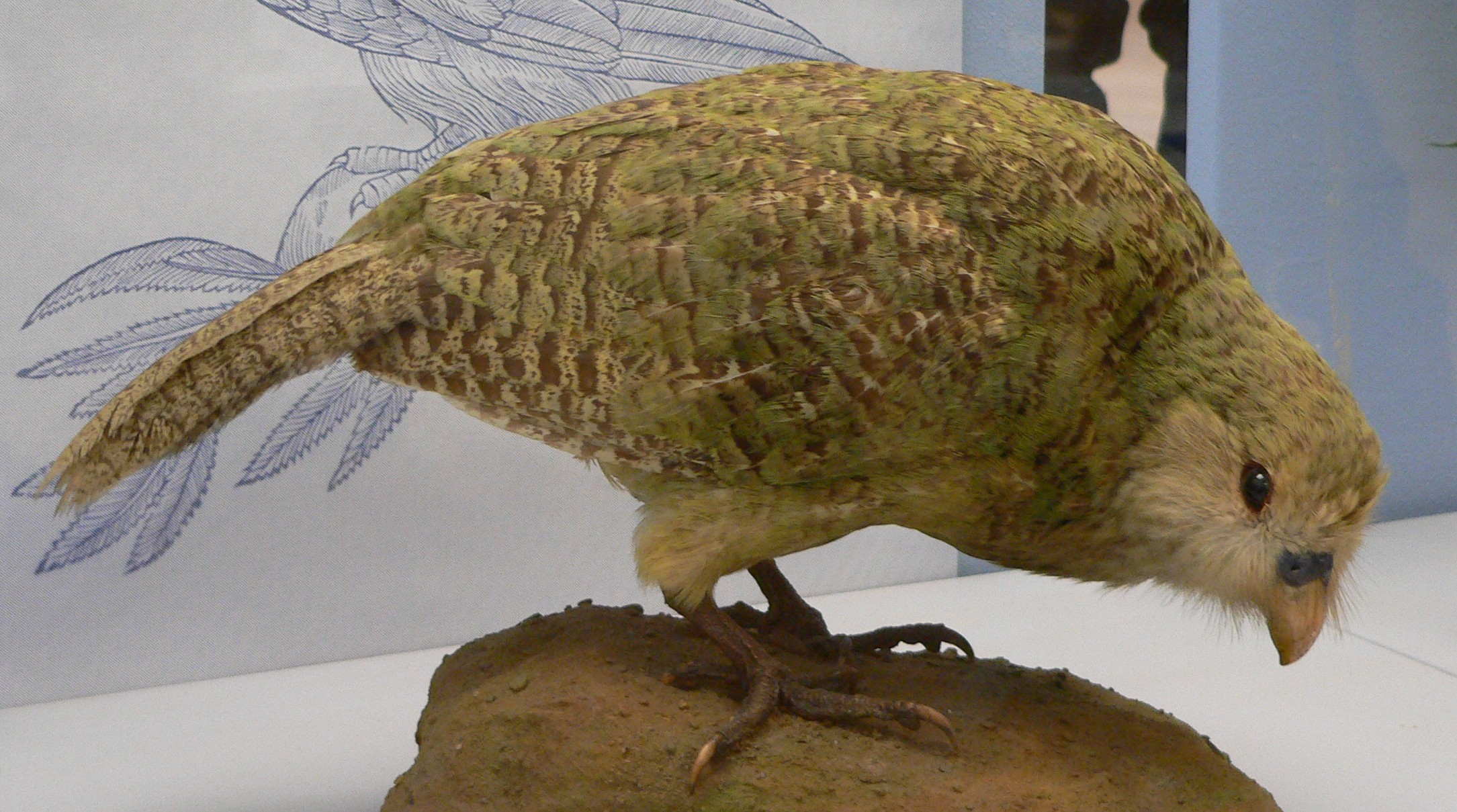
W przeszłości kakapo były bardzo pożądanym obiektem jako eksponat muzealny. Tysiące kakapo zostało schwytanych i rozesłanych do muzeów na całym świecie.

Od lat 40. XIX wieku osadnicy europejscy przekształcili rozległe obszary pod farmy i pastwiska, znacznie zmniejszając obszar dostępny jako siedliska dla tych papug. Przywieźli ze sobą więcej psów i innych drapieżników, wliczając koty domowe, szczury śniade i gronostaje. Europejczycy wiedzieli mało o kakapo, zanim George Gray z Muzeum Brytyjskiego opisał gatunek na podstawie skóry w 1845 roku. Wprawdzie Maorysi przestali polować na kakapo dla ich mięsa, to jednak nowy etap w polowaniach na kakapo otworzyli pierwsi europejscy kolonizatorzy Nowej Zelandii. Pod koniec XIX w. papuga ta stała się dobrze znana jako naukowa ciekawostka i tysiące tych ptaków zabito lub zamknięto w ogrodach zoologicznych, muzeach i w zbiorach kolekcjonerów; w XIX w. i na początku XX w. panowała moda na zbieranie i kolekcjonowanie różnych gatunków zwierząt, a sprzyjało temu ogólne przyzwolenie i brak regulacji prawnych zakazujących tego typu praktyk. Ofiarą tego niechlubnego zwyczaju padła także kakapo. Większość schwytanych osobników przeżywało kilka miesięcy. Co najmniej od lat 70. wiadomym był fakt, że zmniejszała się populacja kakapo, mimo tego polowano na nią nawet na Wyspie Północnej, gdzie była mniej pospolita.
W latach 80. XIX w. wielu przedstawicieli łasicowatych (gronostaje, fretki domowe, łasice) zostało introdukowanych do Nowej Zelandii w celu zmniejszenia liczebności populacji królików, okazało się jednak, że drapieżniki te rozpoczęły polowania nie tylko na króliki, ale także na szereg autochtonicznych gatunków, wliczając kakapo. Inne obce zwierzęta, takie jak introdukowane jelenie, rywalizowały z kakapo o pożywienie i spowodowały wymarcie niektórych preferowanych przez nią gatunków roślin. Kakapo była wciąż obecna w górnym biegu rzeki Whanganui w 1894 roku – jeden z ostatnich odnotowanych osobników na Wyspie Północnej złapany został w paśmie Kaimanawa Range w 1895 roku.

### Pierwsze działania ochronne
W 1891 roku rząd Nowej Zelandii utworzył na małej wyspie Resolution Island w regionie Fiordland rezerwat przyrody; w 1894 rząd wyznaczył Richarda Henry’ego, przyrodnika entuzjastę, na jego zarządcę. Henry był świadomy spadku liczebności populacji rodzimych gatunków, dlatego rozpoczął chwytanie i przenoszenie kakapo i kiwi z wysp głównych na pozbawioną drapieżników Resolution Island. W ciągu sześciu lat udało mu się przenieść ponad 200 kakapo. Jednakże przed rokiem 1900 gronostaje przepłynęły na Resolution Island, zasiedliły ją i w ciągu 6 lat wytrzebiły odradzającą się miejscową populację kakapo.
W 1903 trzy kakapo zostały przeniesione z Resolution Island do rezerwatu przyrody na wyspę Little Barrier Island, położoną na północny wschód od Auckland, jednak na wyspie były zdziczałe koty, w rezultacie kakapo nie utrzymały się na niej. W 1912 trzy osobniki zostały przeniesione do innego rezerwatu, na wyspę Kapiti, leżącą na północny zachód od Wellington. Jeden z nich przetrwał co najmniej do 1936, pomimo obecności kotów przez część tego okresu.
Do lat 20. XX w. kakapo wyginęła całkowicie na Wyspie Północnej, a jej zasięg występowania oraz liczebność na Wyspie Południowej zmniejszyły się. Jednymi z jej ostatnich schronień były niedostępne tereny regionu Fiordland. Tam w latach 30. XX w. były często widywane lub słyszane i sporadycznie zjadane przez myśliwych lub budowniczych dróg. Do lat 40. XX w. doniesienia o kakapo stały się rzadkie. Ostatnia potwierdzona informacja o naturalnym występowaniu kakapo na Wyspie Północnej (w paśmie Huiarau Range) pochodzi z 1927 roku, na Wyspie Południowej po raz ostatni obserwowano pojedyncze osobniki w 1987 roku, w rejonie Fiordland, na Wyspie Stewart ostatniego osobnika złapano w 1997 roku – od tego czasu nie stwierdzono występowania kakapo na obszarze uprzednio naturalnie przez nią zajmowanym.

### Działania ochronne w latach 1950–1989

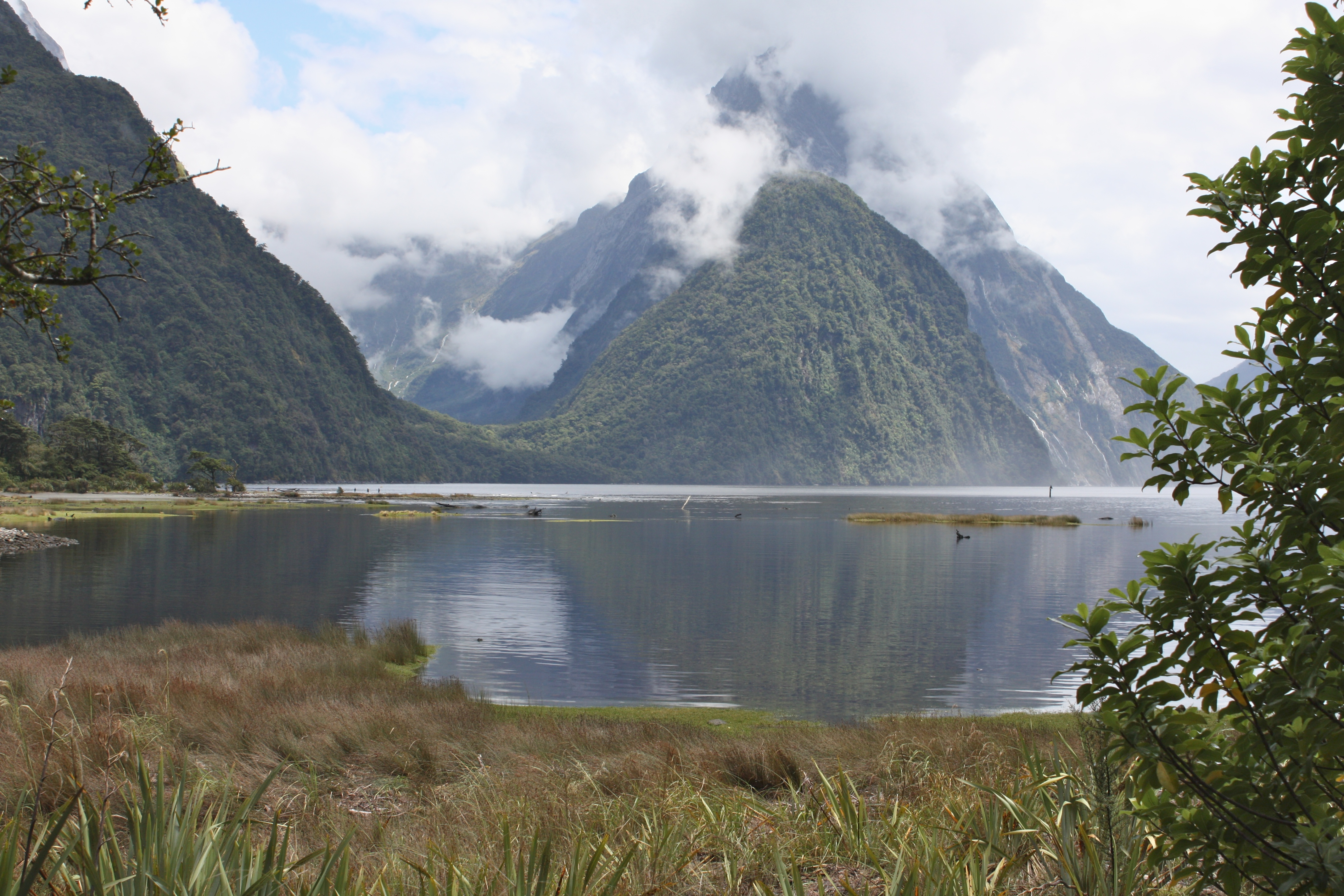
Fjord Milford Sound w regionie Fiordland. Zbocza górskie widoczne po drugiej stronie były jednym z ostatnich bastionów kakapo na Wyspie Południowej

W latach 1949–1969 New Zealand Wildlife Service zaczęło organizować regularne ekspedycje w poszukiwaniu papugi, głównie w regionie Fiordland oraz na terenach obecnego Parku Narodowego Kahurangi, w północno-zachodniej części Wyspy Południowej. Siedem ekspedycji w regionie Fiordland pomiędzy 1951 a 1956 natrafiło jedynie na kilka świeżych śladów bytności tych papug. Ostatecznie w 1958 udało się schwytać jednego osobnika, który został wypuszczony w rejonie Zatoki Milforda w regionie Fiordland. Sześć kolejnych ptaków zostało schwytanych w 1961 roku; jeden został wypuszczony, a pięć pozostałych przeniesiono do ptaszarni w rezerwacie Mount Bruce Native Bird Reserve, nieopodal Masterton na Wyspie Północnej. W ciągu kilku następnych miesięcy cztery z ptaków padły, piąty padł po około czterech latach. W ciągu kolejnych 12 lat regularne ekspedycje znalazły tylko kilka śladów kakapo, co wskazywało na dalsze zmniejszanie się ich populacji. Tylko jeden ptak został schwytany w 1967; padł rok później.

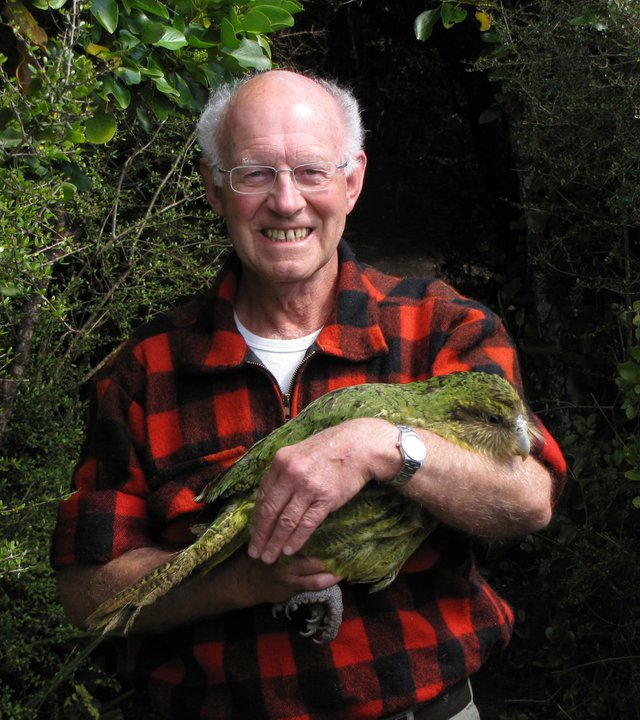
Don Merton z kakapo o imieniu Richard Henry w listopadzie 2010

Do początku lat 70. XX w. nie było pewne, czy kakapo jest wciąż gatunkiem istniejącym. Pod koniec 1974 roku naukowcy zlokalizowali kilka kolejnych samców kakapo i po raz pierwszy zaobserwowali i opisali naukowo charakterystyczne, godowe dudnienie (tzw. booming) samców. Te spostrzeżenia dały podstawę Donowi Mertonowi do sformułowania hipotezy, że kakapo posiadają system rozrodczy typu lek. W latach 1974–76 odkryto 14 kakapo, ale wszystkie okazały się samcami. Wywołało to dyskusję i obawy, że gatunek jest funkcjonalnie wymarły, ponieważ nie znaleziono żadnych samic. Jeden samiec został schwytany w Zatoce Milforda w 1975 i ochrzczony imieniem „Richard Henry” oraz przeniesiony na Wyspę Maud. Wszystkie ptaki odkryte przez Wildlife Service pomiędzy 1951 a 1976 zebrano w U-kształtnej dolinie lodowcowej z niemal pionowymi klifami, otoczoną wysokimi górami. Zasiedlanie tych terenów przez introdukowane ssaki było utrudnione ze względu na trudne warunki terenowe, dzięki czemu na wyspie została zachowana właściwie niezmieniona rodzima roślinność. Jednak nawet tu udało się dostać kilku osobnikom gronostajów i do 1976 kakapo zniknęły z doliny; tylko kilka samców przetrwało w wysokich, najbardziej niedostępnych częściach klifów.
Do roku 1977 nie odbyła się żadna ekspedycja na Wyspę Stewart. Po tym jak w 1977 pojawiły się doniesienia o obserwacjach kakapo na tej wyspie, skierowano tam wyprawę badawczą. Już pierwszego dnia członkowie wyprawy natrafili na tropy i system zagłębień (robionych przez samce w czasie sezonu godowego). Wkrótce potem zlokalizowano kilka tuzinów kakapo. Ptaki, których populację oszacowano na 100–200 osobników, zamieszkiwały południową część wyspy, na niewielkim obszarze 8000 ha zmienionych przez ogień zarośli typu scrub i lasów.
Choć Wyspę Stewart zamieszkiwały zdziczałe koty i oposy, to nigdy nie skolonizowały jej łasicowate. Najprawdopodobniej tylko dzięki temu populacja kakapo na niej przetrwała. Tym niemniej śmiertelność wśród kakapo na tej wyspie była wysoka. Podczas wyprawy oszacowano, że koty zabijały kakapo w tempie 56% na rok. Przy takim tempie wyniszczania ptaki mogły nie przetrwać na wyspie i dlatego w 1982 podjęto intensywną regulację liczebności populacji kotów, po której nie znaleziono już żadnej papugi zabitej przez kota. Jednakże by zapewnić przetrwanie ocalałych ptaków, naukowcy zdecydowali później, że ta populacja powinna zostać przeniesiona na pozbawione drapieżników wyspy. Operację przeprowadzono pomiędzy 1982 a 1997.

### Kakapo Recovery Plan
| Przeniesienia Kakapo 1974–1992 | Przeniesienia Kakapo 1974–1992 | Przeniesienia Kakapo 1974–1992 | Przeniesienia Kakapo 1974–1992 |
| Przeniesione na                | Liczba kakapo                  | Zmarłe < 6 miesiąca            | Przetrwałe do listopada 1992   |
| ------------------------------ | ------------------------------ | ------------------------------ | ------------------------------ |
| Wyspa Maud (1974–81)           | 9 (6♂, 3♀)                     | 3 (2♂, 1♀)                     | 4 (2♂, 2♀)                     |
| Wyspa Little Barrier (1982)    | 22 (13♂, 9♀)                   | 2 (1♂, 1♀)                     | 15–19 (10–12♂, 5–7♀)           |
| Wyspa Codfish (1987–92)        | 30 (20♂, 10♀)                  | 0                              | 20–30 (13–20♂, 7–10♀)          |
| Wyspa Maud (1989–91)           | 6 (4♂, 2♀)                     | 0                              | 5 (3♂, 2♀)                     |
| Wyspa Mana (1992)              | 2 (2♀)                         | 1 (1♀)                         | 1 (1♀)                         |
| Razem                          | 65 (43♂, 22♀)                  | 6 (3♂, 3♀)                     | 41–55 (27–36♂, 14–19♀)         |

♂ = samce, ♀ = samice.
W 1989 opracowano Kakapo Recovery Plan (Plan przywrócenia kakapo) i w tym samym roku powołano Kakapo Recovery Group (Grupa przywrócenia kakapo) do jego wdrożenia. Department of Conservation zastąpił w tym zadaniu Wildlife Service. Pierwszą operacją planu było przeniesienie wszystkich przetrwałych osobników na odpowiednie dla nich wyspy w celu zwiększenia liczebności populacji. Żadna z wysp Nowej Zelandii nie była idealna do umieszczenia kakapo bez odpowiedniego przygotowania w postaci rozległego nasadzenia roślinności preferowanej przez kakapo i usunięcia introdukowanych ssaków, stanowiących zagrożenie jako drapieżniki oraz konkurenci w walce o pożywienie. Ostatecznie wybrano cztery wyspy: Maud Island, Little Barrier, Codfish i Mana Island. 65 kakapo (43 samce i 22 samice) zostały pomyślnie przeniesione w pięć miejsc na czterech wyspach. Z niektórych wysp kilkanaście razy usuwano dzikie koty, gronostaje i weki.
Little Barrier Island została ostatecznie oceniona jako nieodpowiednia ze względu na trudne warunki środowiskowe, gęsty las i ciągłą obecność szczurów, dlatego ptaki przeniesiono z niej w 1998. Wraz z Wyspą Mana zostały zastąpione w roli rezerwatów kakapo przez dwie inne wyspy: Wyspę Chalky i Anchor Island. Cała populacja kakapo z Wyspy Codfish została tymczasowo przeniesiona w 1999 roku na Pearl Island, podczas gdy na Wyspie Codfish eliminowano szczury. Wszystkie kakapo z Pearl Island i Wyspy Chalky przeniesiono na Wyspę Anchor w 2005. Od kwietnia 2012 ocalałe kakapo trzymane są na wolnych od drapieżników wyspach: Codfish, Anchor i Little Barrier Island, gdzie są monitorowane.

Regulacja liczebności populacji kotów w 1982 zatrzymała drastyczny spadek liczebności kakapo, a po wdrożeniu Kakapo Recovery Plan liczba tych papug zaczęła wzrastać. Czerwone strzałki wskazują lata, w których ptaki przystępowały do lęgu. Dane liczbowe przed 1995 były mniej precyzyjne, z przypuszczalną liczbą 50 ptaków w 1977

Kluczową częścią Planu jest dokarmianie samic. Kakapo wydają na świat młode tylko raz na dwa do pięciu lat, kiedy określone typy gatunków roślin, głównie Dacrydium cupressinum, wytwarzają bogate w białko owoce i nasiona. Obserwacje zależności pomiędzy nieregularnym rozrodem a latami obfitości roślinności pomagają biologom dobrać odpowiednie uzupełnienie diety tak, by zwiększyć frekwencję rozrodu u kakapo. W 1989 sześć preferowanych rodzajów pokarmu (jabłka, słodkie ziemniaki, migdały, orzechy brazylijskie, nasiona słonecznika i orzechy włoskie) dostarczano ad libitum każdej nocy do 12 stacji pokarmowych. Samce i samice jadły dostarczone pożywienie, w rezultacie czego samice gniazdowały na wyspie Little Barrier Island każdego lata pomiędzy 1989 a 1991, po raz pierwszy od 1982 roku, pomimo że powodzenie gniazdowania było niskie.
Dokarmianie nie tylko zwiększyło frekwencję rozrodu u kakapo, ale także wpłynęło na stosunek płci potomków kakapo na korzyść samic (patrz: Rozmnażanie). To odkrycie zostało następnie wykorzystane do zwiększenia liczby samic w lęgu poprzez celową manipulację kondycji (masy ciała) samic w okresie lęgowym. Zimą 2001 tylko samice ważące poniżej 1,5 kg otrzymywały uzupełniający pokarm, gdyż z braku wystarczającej ilości pożywienia mogły one w ogóle nie wyprowadzić lęgów. Cięższych samic nie dokarmiano, w rezultacie czego stosunek płci piskląt wiosną 2002 był bliski równowagi, eliminując przewagę samców w lęgach wyprowadzonych przez samice z nieograniczonym dokarmianiem.
Chociaż lęg może być zwiększony poprzez dokarmianie, przetrwanie młodych osobników jest utrudnione przez obecność szczura polinezyjskiego. Z 21 piskląt, które przyszły na świat w przedziale 1981–1994, dziewięć zostało zabitych przez szczury lub padło, a następnie zostało przez nie zjedzonych. Ochrona gniazd została wzmożona od 1995 poprzez stosowanie pułapek i trucizn, które rozkładano niezwłocznie po zlokalizowaniu gniazda. Mała kamera wideo i źródło podczerwieni obserwują gniazda nieustannie i automatycznie odstraszają zbliżające się szczury małym trzaskiem i błyskiem światła. By zwiększyć powodzenie gniazdowania, obserwujący gniazdo umieszczają nad jajami lub pisklętami mały, termostatycznie sterowany koc elektryczny, która uruchamia się, kiedy samica opuszcza gniazdo w poszukiwaniu pożywienia. Wskaźnik przetrwania piskląt wzrósł z 29% w okresie, kiedy gniazdo nie było chronione, do 75%, kiedy zaczęto je chronić.
W celu nieustannego monitorowania populacji kakapo każdy ptak jest wyposażony w nadajnik radiowy. Każdej znanej kakapo (z wyjątkiem młodych piskląt) nadawane jest oficjalne imię w ramach Kakapo Recovery Programme (ang.: Program przywrócenia kakapo). Metoda ta ułatwia identyfikację osobników przez osoby kierujące projektem ochrony i zarządzanie nim, a jednocześnie podkreśla fakt, jak niewiele osobników kakapo pozostało. Często stosuje się sztuczną inkubację jaj oraz odchowywanie piskląt w celu poprawy kondycji jaj i piskląt. W listopadzie 2005 roku populacja składała się z 41 samic i 45 samców, wliczając cztery świeżo opierzone pisklęta (trzy samice i jeden samiec), które przyszły na świat w 2005. Najstarszym znanym osobnikiem jest Richard Henry (pod obserwacją od 1975). Przypuszcza się, że miał 80 lat w chwili śmierci w grudniu 2010.
W celu przeciwdziałania negatywnym efektom związanym z chowem wsobnym i dryfem genetycznym grożącym wyginięciem populacji o bardzo małej liczebności (patrz: Genetyka) wdrażane są dla kakapo specjalne programy rozrodu, podobne do stosowanych u zwierząt gospodarskich, wykorzystujące planowe kojarzenia między wybranymi osobnikami oraz sztuczną inseminację.
W 2009 roku zostało pomyślnie wykonane sztuczne zapłodnienie dwóch samic kakapo za pomocą rozmarzniętej spermy po krioprezerwacji. Testy na ojcostwo potwierdzają, że sztuczna inseminacja była udana u każdej z samic,  które urodziły pisklęta po zapłodnieniu. Sądzono, że krioprezerwacja pomoże zmniejszyć dryf genetyczny, a tym samym zmniejszyć utratę różnorodności genetycznej.
W roku 2006 sztab Kakapo Recovery Programme zaprezentował nowy plan zarządzania, przewidziany na lata 2006–2016. Głównymi celami tego planu są zwiększenie genetycznej różnorodności, utrzymanie, przywrócenie lub utworzenie dostatecznie dużego siedliska do ulokowania osobników  w przypadku oczekiwanego wzrostu populacji kakapo oraz utrzymanie publicznej świadomości zagrożenia gatunku i wsparcia ze strony społeczeństwa.
Kakapo Recovery Plan okazał się udanym programem, co potwierdza stopniowy wzrost populacji kakapo. Wskaźnik przeżywalności dorosłych ptaków i ich produktywność znacząco się zwiększyły od początku trwania programu. Jednak głównym celem jest utworzenie co najmniej jednej stabilnej, samoutrzymującej się, nienadzorowanej populacji kakapo, jako funkcjonalnego składnika ekosystemu w chronionym środowisku. Do realizacji tego celu dwie duże przybrzeżne wyspy – Resolution Island (20,860 ha) i Secretary Island (8,140 ha) – zostały przygotowane w celu reintrodukcji kakapo. Podjęto na nich na szeroką skalę działania mające na celu przywrócenie pierwotnej równowagi ekologicznej.
Podczas sezonu lęgowego 2008–2009 całkowita populacja kakapo wzrosła do ponad 100 ptaków, po raz pierwszy od rozpoczęcia monitorowania. Dwadzieścia dwa z 34 piskląt zostały ręcznie odchowane z powodu niedostatków pożywienia na Wyspie Codfish.
W 2012 siedem kakapo zostało przeniesionych na wyspę Little Barrier w celu rozpoczęcia tam udanego programu rozrodczego. Ostatni raz kakapo były na tej wyspie w 1999.
W marcu 2014 znanych było 125 żyjących osobników, z których większość ma nadane imiona. W sezonie 2014 doszło do pierwszego od 2011 roku złożenia jaj przez kakapo.
Ostateczną wizją Kakapo Recovery Plan jest odtworzenie populacji kakapo na poziomie 150 dojrzałych płciowo samic.

## Kakapo w kulturze

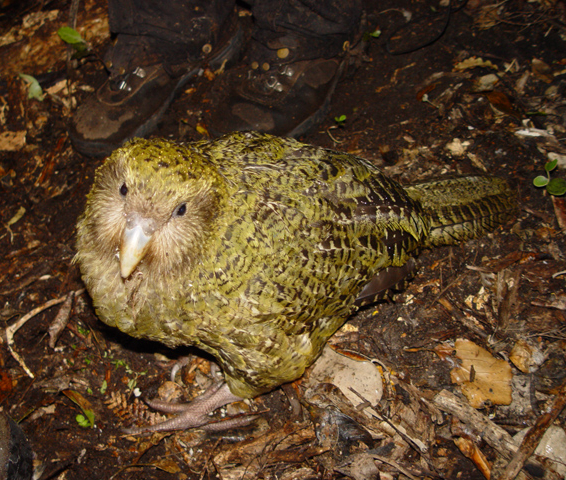
Kakapo

### W kulturze Maorysów
Kakapo są częścią bogatej tradycji folkloru i wierzeń Maorysów. Dzięki ich nieregularnemu cyklowi rozrodczemu, związanemu z obfitym występowaniem owoców niektórych gatunków roślin, takich jak Dacrydium cupressinum (maor.: Rimu), Maorysi sądzili, że papugi te posiadają zdolność przepowiadania przyszłości. Przesąd ten miały potwierdzać doniesienia o obserwacjach ptaków zrzucających jagody z drzew Elaeocarpus dentatus i Beilschmiedia tawa (w sezonach, kiedy owocowały) do ustronnych sadzawek, by zabezpieczyć je jako zapasy pożywienia na nadchodzące lato; według legendy zwyczaj ten miał zapoczątkować maoryską praktykę zanurzania pokarmów w wodzie w tym samym celu.

#### Wykorzystanie kakapo
Mięso kakapo stosowane było do sporządzania potraw, a Maorysi uważali je za przysmak i polowali na papugę dla mięsa w czasach, kiedy gatunek był jeszcze szeroko rozpowszechniony. Ich mięso przypomina owcze w smaku i konsystencji, chociaż europejscy osadnicy opisują ptaka jako posiadającego silny i nieco łykowaty [sic!] smak.
W latach lęgowych głośne dudnienie samców w ich arenach godowych czyniło je łatwym łupem dla Maorysów, którzy polowali na nie także, kiedy ptaki zażywały kąpieli pyłowej w suche dni. Ptaki były łapane przeważnie nocą przy pomocy sideł, dziur w ziemi lub za pomocą grupy udomowionych polinezyjskich psów, które towarzyszyły im podczas polowań – czasami używali różnego rodzaju płonących pochodni, by oślepić ptaki w ciemności, zatrzymując je w miejscu i tym samym czyniąc łatwym łupem. Maorysi przygotowywali potrawy metodą Hāngi lub w kalabasach z wrzącym olejem. Mięso ptaków może być przechowywane w ich własnym tłuszczu w zamkniętych pojemnikach – myśliwi z plemienia Ngāi Tahu trzymali mięso w koszach zrobionych z wewnętrznej kory drzewa zwanego zastrzalinem totara lub w pojemnikach zrobionych z wodorostów zwanych listownicowcami. W celu zidentyfikowania ich zawartości oraz w celach dekoracyjnych przywiązywali oni do tych pojemników wiązki piór z ogona kakapo. Maorysi także zbierali jaja kakapo, które były opisywane jako białawe, ale nie czysto białe i mniej więcej tej samej wielkości, co jaja kererū.
Tak długo, jak Maorysi zabijali kakapo dla mięsa, wykorzystywali także całe skóry ptaków wraz z przyczepionymi piórami lub z samych piór i włókna lnianego tkali płaszcze i peleryny. Do wytworzenia takiego okrycia potrzeba do 11 000 piór. Nie tylko wyglądają one okazale, ale także znakomicie trzymają ciepło. Były wysoko cenione, a kilka z nich przetrwało do dzisiejszych czasów i są uważane za taonga (skarb) – istotnie, stare maoryskie powiedzenie mówi: Masz pelerynę z kākāpō i wciąż narzekasz, że ci zimno i jest używane na opisanie kogoś, kto nigdy nie jest zadowolony. Pióra kakapo były także używane do dekoracji broni taiaha, ale usuwano je przed walką.
Mimo wszystko kakapo była szanowana przez Maorysów, a nawet miała dla nich wartość sentymentalną. Potwierdzili to europejscy osadnicy w Nowej Zelandii w XIX w., wśród nich George Edward Grey, który napisał w liście do swojego współpracownika, że jego papuga kakapo zachowuje się w stosunku do niego i jego przyjaciół bardziej jak pies niż jak ptak.

### W mediach
Akcja edukacyjna i wysiłki podjęte w celu ochrony kakapo spowodowały, że gatunek stał się dobrze znany. Wiele książek i filmów dokumentalnych z wyszczególnieniem opisuje trudną sytuację kakapo. Jednym z pierwszych był Two in the Bush, autorstwa Geralda Durrella, zrealizowany dla BBC w 1962 roku. Pełnometrażowy film dokumentalny, pt.: The Unnatural History of the Kakapo zdobył dwie główne nagrody na festiwalu Reel Earth Environmental Film Festival. Dwa z najbardziej znaczących filmów dokumentalnych, wyprodukowane przez studio NHNZ, to: Kakapo – Night Parrot (1982) i To Save the Kakapo (1997). Dział Historii Naturalnej BBC także przedstawił kakapo, w tym epizod z Sir Davidem Attenborough w filmie The Life of Birds. Papuga ta należy również do zagrożonych zwierząt, na których poszukiwania wyruszyli Douglas Adams i Mark Carwardine w serii audycji radiowych (z 1989) i książce (z 1990), pt.: Last Chance to See. Zaktualizowana wersja serii została wyemitowana przez BBC, w której Stephen Fry i Carwardine ponownie odwiedzili zwierzęta na Wyspie Codfish, by sprawdzić, jak radzą one sobie prawie 20 lat później. Ujęcia kakapo o imieniu Sirocco usiłującego kopulować z głową Carwardine'a obejrzało miliony widzów na całym świecie, po których Sirocco został „ptasim rzecznikiem” ochrony przyrody w Nowej Zelandii w 2010 roku, w ramach Międzynarodowego Roku Różnorodności Biologicznej. Kakapo pojawiła się w serii filmów dokumentalnych South Pacific, w odcinku Strange Islands pierwotnie wyemitowanym 13 czerwca 2009 roku oraz jest wspomniana w 10. odcinku filmu dokumentalnego zrealizowanego przez BBC pod koniec 1984 roku.